# 錢德勒高地 (亞利桑那州)
錢德勒高地（英語：Chandler Heights）是位於美國亞利桑那州馬里科帕縣的一個非建制地區。該地的面積和人口皆未知。

## 地理
錢德勒高地的座標為33°12′43″N 111°41′10″W / 33.21194°N 111.68611°W，而該地的平均海拔高度為433米（即1421英尺）。